# Шартье, Эмиль
Эми́ль-Огю́ст Шартье́ (фр. Émile-Auguste Chartier), псевдоним Але́н (Alain; 3 марта 1868, Мортань-о-Перш[…] — 2 июня 1951[…], Ле-Везине) — французский философ, писатель, публицист, литературный критик и педагог. Первый лауреат высшей премии Франции в области литературы (1951).
Свой псевдоним-аллоним Ален взял в честь французского поэта XV века Алена Шартье.
Ведущими философскими темами были свобода и гуманизм. В Философском словаре Дидье Жюлиа указан одним из самых читаемых философов. Оказал влияние на учившихся у него Раймона Арона, Симону Вейль, Жоржа Кангилема и Андре Моруа, а также на творчество Альбера Камю и Жан-Поля Сартра.

## Биография
Родился 3 марта 1868 года в Мортань-о-Перш в семье ветеринара.
В 1881—1886 годах — учился в лицее в Алансоне. В 1886—1889 годах в лицее Мишле в Ванве, где одним из его учителей был Жюль Ланьо.
В 1889 году окончил Высшую педагогическую школу со специализацией по философии, где в 1892 году также получил агреже по философии.
С 1893 года — на преподавательской работе в различных лицеях. Преподавал В 1889—1893 в лицее Понтиви, в 1893—1900 годах в лицее Лорьян, в 1900—1902 годах в лицее Руан, в 1903—1906 годах в лицее Кондорсе, в 1906—1909 годах в лицее Мишле, в 1909—1934 годах в лицее Генриха IV (профессор риторики) и в 1917—1933 годах в коллеже Севинье.
С 1903 году под псевдонимом «Ален» начал публиковать «мысли по поводу» в новой газете La Dépêche de Rouen et de Normandie, давая оценку тем или иным событиями. В 1906—1914 годах в ней было напечатано более 3000 таких ежедневных кратких статей. В 1893—1907 годы также публиковал статьи в научном журнале Revue de métaphysique et de morale, на основе которых потом вышел сборник «мыслей» (фр. Propos).
Предвидел и осуждал возможность начала Первой мировой войны, однако ушёл на фронт добровольцем, где в течение 2,5 лет служил простым артиллеристом, отказавшись от командной должности, и был ранен. После войны жил в Ле-Везине.
Именно на передовой и в солдатских землянках  Ален написал свои первые крупные произведения «Восемьдесят одна глава о духе и страстях» (фр. Quatre-vingt-un Chapîtres sur l’esprit et les passions; 1917), «Марс, или Правда о войне» (фр. Mars, ou la guerre jugée; 1921) и «Система изящных искусств» (фр. Système des beaux-arts, 1926).
Уже в послевоенное время им были написали такие важные работы, как «Идеи и века» (фр. Les Idées et les âges; 1927), «Беседы на берегу моря» (фр. Entretiens au bord de la mer; 1931), «Идеи» (фр. Idées; 1932), «Боги» (фр. Les Dieux; 1934), «История моих мыслей» (фр. Histoire de mes pensées; 1936) и «Приключения сердца» (фр. Les Aventures de coeur; 1945).
В 1921 году вернулся к работе над «мыслями по поводу», печатаясь в газете Libres Propos (с фр. — «Свободные мысли») и в ряде других изданий. Впоследствии большая часть опубликованных работ издана в сборниках «Мысли об эстетике» (фр. Propos sur l'esthétique, 1924), «Мысли о счастье» (фр. Propos sur le bonheur, 1925); «Наброски о человеке» (фр. Esquisses de l'Homme, 1927), «Мысли о политике» (фр. Propos de politique, 1934); «Мысли о литературе» (фр. Propos sur la littérature, 1934), «Мысли о воспитании» (фр. Propos sur l'éducation, 1932); «Мысли о религии» (фр. Propos sur la religion, 1938), «Чувства, страсти и знаки» (фр. Sentiments, passions et signes) и «Минерва, или О Мудрости» (фр. Minerve, ou de la Sagesse, 1939) и «Стражи духа» (фр. Les vigiles de l'esprit, 1942). Некоторые из его трудов вышли посмертно — «Письма о первой философии» (фр. Lettres sur la philosophie première, 1955) и «Диалектика чувств» (фр. Dialectique des sentiments, 1971).
В 1936 году перенёс инсульт.
Похоронен на кладбище Пер-Лашез.

## Философия
Особенностью стиля Алена является написание работ лишённых слишком сложной терминологии и открытых для широкой общественности. Назначение философии он видел в том, чтобы человека можно было научить мудрости и искусству достойной жизни. Ведущими темами философии Алена являлись гуманизм и свобода. Тем не менее, свои мысли он посвящал широкому кругу проблем, касающихся искусства, морали, науки, общества, педагогики, политики и философии, облекая их в литературную форму изречений (фр. propos), трактатов и эссе. Он рассматривал человека как субъекта знания и действия, как существо ответственное, разумное, свободное и обладающее волей противостоять насилию отживших традиций и власти. Являясь по политическим взглядам противником тирании в любом её виде, выступал в защиту гражданских свобод и права отдельно взятого индивида иметь и высказывать то или иное суждение. Получив воспитание в традициях классической философии, где его любимыми мыслителями были Платон, Рене Декарт и Иммануил Кант, а также Огюст Конт, считал, что философия является постоянно возобновляемым усилием духа, которое направлено на борьбу со страстями, поэтому важнейшими качествами бытия человека являются свобода духа и способность творить. А наивысшей этической добродетелью выступает мудрость, в том виде, в каком её понимали философы-стоики, которая позволяет личности достичь независимости как от внешних обстоятельств, так и от собственных страстей, в конечном итоге обретя  состояние счастья и душевного равновесия. Ален считал, что нет безусловных и вечных и  норм в морали, признавая стремление быть свободным в качестве единственного абсолютного этического требования. Являясь продолжателем традиций рефлексивной философии Декарта и Канта, он много времени посвятил теории суждения, полагая, что благодаря последнему разум способен обратить хаос в порядок, а сама способность суждения выступает основой для моральных поступков, мышления и познания. Его мысли касающиеся вопросов восприятия, свободы, сущности и существовании стали предвестниками ряда положений экзистенциализма, в то время как для Жана-Поля Сартра учение о творческом воображении стало источником вдохновения при работе над написанием труда «Воображаемое» (фр. L'Imagination). Сочинения Алена, который, подобно Мишелю Монтеню, стремился оказать человеку помощь в том, чтобы подчинить воле свои страсти, проникнуты оригинальным развитием картезианского гуманизма. Свои суждения он основывал на представлении, что у идей нет устойчивого существования, поскольку каждое мгновение они пропадают, а затем снова обнаруживаются. В связи с этим Ален отказался от построения единой философской системы и подчёркнуто отказывался называться философом, поскольку не желал быть в числе «философов по профессии».
В вопросах воспитания Ален полагал, что собственные усилия воспитуемого ребёнка являются первостепенными, поскольку направлены на «самоосвобождение» и стремление «вырваться из детства».

## Общественно-политическая деятельность
Во время дела Дрейфуса был в числе его защитников.
В 1930-е годы, ощущая близость Второй мировой войны, в том числе из-за политического кризиса во Франции, совместно с физиком Полем Ланжевеном и этнологом Полем Риве создал Комитет бдительности интеллектуалов-антифашистов. В дальнейшем открыто заявил о своих пацифистских позициях, считая войну силой, которая даёт волю страстям и инстинктам, способным сковать моральную ответственность человека. Свои крайние политические взгляды Ален выразил в социально-философских трудах «Гражданин против властей» (фр. Citoyen contre les pouvoirs, 1926) и «Элементы радикальной доктрины» (фр. Eléments d'une doctrine radicale, 1925).

## Оценки
Профессор кафедры истории и антиковедения Макгиллского университета Джон В. Хеллман называл Алена величайшим учителем своего времени, отмечая то плодотворное влияние, которое он оказал на своих учеников, среди которых были Симона Вейль и Симона де Бовуар.
Философ И. И. Блауберг отметила следующее в энциклопедии «Кругосвет»: «Творчество Алена оказало глубокое влияние на разные сферы французской культуры – литературу, философию, журналистику».

## Научные труды

### Монографии
- Souvenirs concernant Jules Lagneau. / 7e édition. — P.: Gallimard, 1925. — 183 p.
- Le citoyen contre les pouvoirs. — Paris-Genève, Collection Ressources, 1926.
- System des Beaux-Arts. — P.: Gallimard, 1926. — 362 p.
- Propos sur le bonheur. — P.: Gallimard, 1928. — 218 p.
- Vingt leçons sur les beaux-arts. — P.: Gallimard, 1931. — 300 p.
- Éléments d'une doctrine radicale. 165 propos écrits de 1906 à 1914 et de 1921 à 1924. / 4e édition. — Paris: Gallimard, 1933. — 315 p. Collection “Les documents bleus” no 24.
- Les Dieux / sixième édition. Collection nrf. — P.: Gallimard, 1934. — 250 p.
- Sentiments, passions et signes. / 3e édition. — P.: Gallimard, 1935. — 273 p.
- Les saisons de l'esprit. / 7e édition. — P.: Gallimard, 1937. — 311 p.
- Souvenirs de guerre. — P.: Paul Hartmann, 1937. — 246 p.
- Esquisses de l'homme. / 4e édition. — P.: Gallimard, 1938. — 288 p.
- Suite à Mars. Tome I. Convulsions de la force. — P.: Gallimard, 1939. — 309 p.
- Suite à Mars. Tome 2. Échec de la force. — P.: Gallimard, 1939. — 316 p.
- Éléments de philosophie. / Sixième édition. — P.: Gallimard, 1941. — 373 p.
- Vigiles de l'esprit. — P.: Gallimard, 1942. — 264 p.
- Abrégés pour les aveugles. Portraits et doctrines de philosophes anciens et modernes. — P.: Paul Hartmann, 1943. — 178 p.
- Spinoza. — P.: Gallimard, 1949. — 186 p.
- Ddéfinition. — P.: Les Gallimard, 1953. — 238 p.
- Lettres sur la philosophie premiere. — P., 1955;
- Oeuvres complètes en 4 volumes dans la collection de la Pléiade. — P., 1958;
- Les Passions et la Sagesse. — P., 1960.
- Propos sur des philosophes. — P.: Les Presses universitaires de France, 1961. — 300 p. (Propos écrits entre 1922 et 1935)
- Esquisses d'Alain. 1. Pédagogie enfantine. Cours dispensé au Collège Sévigné en 1924-1925. — P.: Les Presses Universitaires de France, 1963. — 126 p.
- La théorie de la connaissance des Stoïciens. — P.: Les Presses universitaires de France, 1964. — 74 p.
- Propos sur la religion. / 4e édition. — P.: Les Presses Universitaires de France, 1969. — 288 p.
- Propos d’un Normand: En 8 vol. — P., 1988–2001.

#### Переводы на русский язык
- Ален (Эмиль Шартье) О музыке (отрывки из книги «Рассуждения») / пер. М. Л. Аннинская // Музыкальная жизнь. — 1993. — № 7-8.
- Ален. Рассуждения об эстетике. / Пер. с фр. К. З. Акопяна. — Н. Новгород: НГЛУ имени Н. А. Добролюбова, Региональный центр французского языка — 1996 — 140 с.— 1000 экз.
- Ален. Суждения. / сост. В. А. Никитин; вступ. ст. С. Н. Зенкина; пер. с фр. Г. В. Волковой, Н. Б. Кардановой, Е. В. Колодочкиной, Б. М. Скуратова. — М: Республика, 2000. — 400 с. — (Мыслители XX века) ISBN 5-250-02740-7. 5000 экз.
- Ален. Прекрасное и истина. / сост., пер., ст. и коммент. К. З. Акопяна. — СПб.: Алетейя, 2016. — 354 с. ISBN 978-5-906823-34-2

### Статьи
- “L’accord pour la vie” (Discours de distribution des prix au lycée de Lorient en 1895). // Le Nouvelliste, 4 août 1895.
- “Sur la mémoire” // Revue de Métaphysique et de Morale[фр.], (VIIe année), janvier 1899, pp. 26–38; mai 1899, pp. 302–324; septembre 1899, pp. 563–578.
- Valeur morale de la joie d’après Spinoza // Revue de Métaphysique et de Morale[фр.], VIIe année, 1899, pp. 759–764.
- “Le problème de la perception” // Revue de Métaphysique et de Morale[фр.], novembre 1900 (VIIIe année), pp. 745–754.
- “Le Culte de la Raison comme fondement de la République (Conférence populaire)” // Revue de Métaphysique et de Morale[фр.], janvier 1901 (IXe année). — pp. 111–118.
- “Sur les perceptions du toucher” // Revue de Métaphysique et de Morale[фр.], janvier 1901 (IXe année), pp. 279–291
- L'idée d'objet // Revue de Métaphysique et de Morale[фр.], juillet 1902 (Xe année). — pp. 409–421.
- “Les marchands de sommeil” (Discours de distribution des prix au lycée Condorcet en 1904). // Vigiles de l'esprit. — 1942. — pp. 7–18.